# Duška Dragun
Duška Dragun (* 12. August 1969 in Osijek; † 28. Dezember 2020 in Berlin) war eine kroatische Ärztin (Nephrologin), Wissenschaftlerin und Direktorin der BIH Charité Clinician Scientist Programme. Sie war Professorin an der Charité – Universitätsmedizin Berlin, Leiterin des Forschungslabors für Nephrologie und Immunologie und Direktorin der BIH Biomedical Innovation Academy des Berliner Instituts für Gesundheitsforschung.

## Leben
Dragun absolvierte das Studium der Medizin (1988 bis 1993) an der Medizinischen Hochschule der Universität Zagreb (Kroatien) und war im Anschluss dort als Assistenzärztin (1993 bis 1995; Approbation 1995) tätig. 1998 wurde sie an der Humboldt-Universität zu Berlin mit einer Dissertation über „Gene therapy for ischemia-reperfusion injury-induced acute renal failure in the rat“ promoviert. Von 1999 bis 2005 war sie an der Franz-Volhard-Klinik der Charité (CVK) in der Abteilung für Hypertensiologie und Nephrologie sowie an der Medizinischen Klinik der Charité (CCM) mit dem Schwerpunkt Nephrologie sowohl klinisch als auch wissenschaftlich tätig. 2002 erfolgte die Berufung als Juniorprofessorin an der Charité. 2005 schloss sie die Weiterbildung zur Fachärztin für Innere Medizin ab und war von 2005 bis 2006 Oberärztin und stellvertretende Leiterin der Transplantationsambulanz der Medizinischen Klinik mit Schwerpunkt Nephrologie an der Charité (CCM). Von 2006 bis 2011 war sie Oberärztin in der Medizinischen Klinik für Nephrologie mit Schwerpunkt Internistische Intensivmedizin an der Charité (CVK).
2007 nahm sie den Ruf für Nephrologie mit dem Schwerpunkt experimentelle Transplantationsmedizin an und wurde 2008 Universitätsprofessorin auf Lebenszeit an der Charité. 2009 erhielt sie die Schwerpunktbezeichnung für Nephrologie.
Dragun machte sich als Pionierin für die Entwicklung von strukturierten Clinician Scientist Programmen verdient. 2011 gründete sie das heutige BIH Charité Clinician Scientist Programm, welches in der Pilotphase als „Friedrich C. Luft“ Clinical Scientist Program mit dem Preis „Deutschland – Land der Ideen“ ausgezeichnet wurde.
Überdies war Dragun die Leiterin folgender Clinician Scientist Programme:
- BIH Charité Clinician Scientist Programm (seit 2011)[4]
- BIH Charité Junior Clinician Scientist Programm (seit 2014)
- BIH Charité Digital Clinician Scientist Programm (seit 2018)[5]
- BIH Charité Advanced Clinician Scientist Pilotprogramm (seit 2020)

Die von ihr entwickelten Clinician Scientist Programme stellen einen modernen Karriereweg in der akademischen Medizin dar, der es Ärzten ermöglicht eine strukturierte Facharztweiterbildung mit geschützter Zeit für klinische und grundlagenorientierte Forschung zu kombinieren. Das BIH Charité Clinician Scientist Program, welches auch als Berliner Modell bezeichnet wird und als „best practice-Modell“ für Clinician Scientist Programme in Deutschland fungiert, trägt dazu bei, eine neue Generation translational geschulter Wissenschaftler auszubilden.
Von 2012 bis 2016 war sie Geschäftsführende Oberärztin und Stellvertreterin des kommissarischen Direktors der Medizinischen Klinik für Nephrologie mit Schwerpunkt Internistische Intensivmedizin an der Charité (CVK).
Seit 2019 war Dragun Universitätsprofessorin für akademische Innovationen und translationale Karrierewege an der Charité und dem Berlin Institute of Health (BIH) sowie seit 2016 Direktorin der BIH Biomedical Innovation Academy.
Zur Erinnerung an Dragun wurde im Juli 2024 der gemeinnützige Verein für biomedizinische Forschung Duska Dragun e.V. gegründet.

## Wirken
Duška Dragun wirkte als Ärztin, Wissenschaftlerin, Lehrerin und Mentorin für erfolgreiche Frauen in der Universitätsmedizin. Als geschäftsführende Oberärztin und Stellvertreterin des kommissarischen Direktors der Klinik für Nephrologie und Internistische Intensivmedizin am Charité Campus Virchow-Klinikum sowie Leiterin des nephrologischen Forschungslabors leistete sie Beiträge in der Transplantationsforschung mit dem Ziel, das Angehen und Langzeitüberleben der Transplantate zu verbessern, die kardiovaskuläre Komorbidität zu verhindern und damit die Lebensqualität und Lebenserwartung transplantierter Patientinnen und Patienten zu verbessern. Ihre Arbeiten über die ersten funktionellen Non-HLA-Antikörper gehören zur Routinediagnostik in der Transplantationsmedizin.

## Forschungsfelder
- Rezeptorbiologie – G-Protein-gekoppelte Rezeptoren (G-protein coupled receptors, GPCRs)
- Intrazelluläre Signaltransduktion
- Translationale Mechanismen
- Klinisch: Transplantation, Autoimmunerkrankungen

## Wissenschaftliche Publikationen (Auswahl)
- Angiotensin II type 1-receptor activating antibodies in renal-allograft rejection. PMID 15703421.
- Vascular receptor autoantibodies in pulmonary arterial hypertension associated with systemic sclerosis. PMID 25181620.
- Sex-specific mTOR signaling determines sexual dimorphism in myocardial adaptation in normotensive DOCA-salt model. PMID 23339165.

## Gremientätigkeiten, Mitgliedschaften und Ämter in Gesellschaften
Dragun war Mitglied nationaler und internationaler wissenschaftlicher Fachgesellschaften:
- Amerikanische Gesellschaft für Transplantationsmedizin (Society of Transplantation, AST)
- Deutsche Gesellschaft für Innere Medizin (DGIM)
- seit 2010 Mitglied des „Kompetenzteam Transplantation“ der Deutschen Gesellschaft für Nephrologie (DGfN)
- seit 2012 Mitglied des Wissenschaftlichen Beirats der Deutschen Transplantationsgesellschaft (DTG)
- Europäische Gesellschaft für Organtransplantation (European Society of Organ Transplantation, ESOT)
- seit 2013 Ehrenmitglied der Australischen und Neuseeländischen Gesellschaft für Nephrologie (Australian and New Zealand Society of Nephrology, ANZSN)
- Berlin-Brandenburgische Gesellschaft für Nephrologie (BBGN)
- Deutscher Hochschulverband (DHV)
- Medizinischer Fakultätentag (MFT)
- Association of Academic Health Centers International (AAHCI)

Darüber hinaus engagierte sie sich in der universitären Selbstverwaltung und war als Gutachterin für wissenschaftliche Zeitschriften und Gesellschaften sowie für Drittmittelgeber tätig.

## Ehrungen/Auszeichnungen
Dragun erhielt mehrere Stipendien, Forschungspreise und Auszeichnungen:
- 1992–1993 Research grant from the rector of the University of Zagreb, Croatia, for outstanding students
- 1996–1999 Promotionsstipendium am Max-Delbrück-Centrum für Molekulare Medizin (MDC) in Berlin
- 1998 Auszeichnung für die beste Doktorarbeit „Promotionspreis“, Deutsche Gesellschaft für Nephrologie (DGfN), Titel der Arbeit: Gentherapie bei Ischämie-Reperfusions-induziertem akuten Nierenversagen („Gene therapy in ischemia/reperfusion-induced acute renal failure“)
- 1999 Young Investigator Award, The Transplantation Society (TTS)
- 1999–2002 Rahel-Hirsch-Stipendium des Charité Universitätsklinikums in Berlin
- 2005 Apherese Innovation Award der Deutschen Arbeitsgemeinschaft für klinische Nephrologie (DAgKN)
- 2005 Young Investigator Award, American Transplant Society
- 2006 Theodor-Frerichs-Preis der Deutschen Gesellschaft für Innere Medizin (DGIM)
- 2007 Neue Meinungsführerin der Deutschen Transplantationsgesellschaft (DTG)
- 2009 Nils-Alwall-Preis der Deutschen Gesellschaft für Nephrologie (DGfN)[7]
- 2012 Auszeichnung für das „Friedrich C. Luft“ Clinical Scientist Pilotprogramm für klinische Wissenschaftler der Charité Universitätsklinikum Berlin im Rahmen der Initiative: „Deutschland – Land der Ideen“
- 2013 Ernennung zum Honorary Member der Australian and New Zealand Society of Nephrology (ANZSN)
- 2020 American Society for Histocompatibility and Immunogenetics (ASHI)
- 2022 Georg-Klemperer-Preis der Ärztekammer Berlin (posthum)[8][9]

### Nachrufe
- Traueranzeigen von Duška Dragun. Tagesspiegel Trauer
- Nachruf Univ.-Prof. Dr. med. Duška Dragun. DGfN
- Zum Gedenken an Duška Dragun. (PDF; 104 kB) berliner-aerzte.net
- Judka Strittmatter: Duška Dragun. Tagesspiegel.
- Nachruf auf Duška Dragun: Sie musste doppelt so gut sein. Tagesspiegel.
- Gedenkseite für Duška Dragun. BIH
- Prof. Dr. Duška Dragun. transplant-campus.de
- Nachruf Prof. Dr. med. Duška Dragun. Deutsche Transplantationsgesellschaft (DTG)